# Derecho de familia (película)
Derecho de familia es una película argentina escrita, producida y dirigida por Daniel Burman. Fue estrenada el 23 de marzo de 2006. Es una comedia dramática coproducida entre Argentina, Italia, España y Francia.

## Argumento
Perelman es un joven abogado que todavía no sabe muy bien quién va a ser cuando sea grande. En la búsqueda por definir su identidad, acepta, aunque con cierta aprensión, lo ya heredado, lo inmodificable, lo que él ya es. Pero lo que le cuesta hacer, y mucho, es la otra parte: continuar construyendo su identidad precisamente a partir de lo que se puede cambiar, de aquello que pueda diferenciarlo de su padre, de lo que hay por descubrir.

## Reparto
- Daniel Hendler - Ariel Perelman
- Adriana Aizemberg - Norita
- Arturo Goetz - Bernardo Perelman
- Julieta Díaz - Sandra
- Damián Dreizik - Amigo de Ariel
- Juan Bianchi - Estudiante de Derecho
- Kevin Sztajn
- Luis Sabatini - Taxista
- Pablo Razuk - Abogado
- Jean Pierre Reguerraz - Eduardo Perelman
- Eloy Burman - Gastón Perelman
- Silvia Geijo
- Marcos Montes

## Taquilla
Derecho de familia fue vista al final de su recorrido comercial, en Argentina, por 188.736 espectadores, convirtiéndola en una éxito. Fue la quinta película nacional más vista del 2006.